# Nyelvek és Kommunikációs Szabadegyetem IULM
A Nyelvek és Kommunikáció Szabad Egyeteme (Libera università di lingue e comunicazione IULM) egy olasz magánegyetem Milánóban, amelyet 1968-ban alapított a franciatudós, Silvio Federico Baridon, Carlo Bo irodalmár-szenátorral.
Ez az első olaszországi egyetem, amely létrehozta a PR szakot. 

## Története

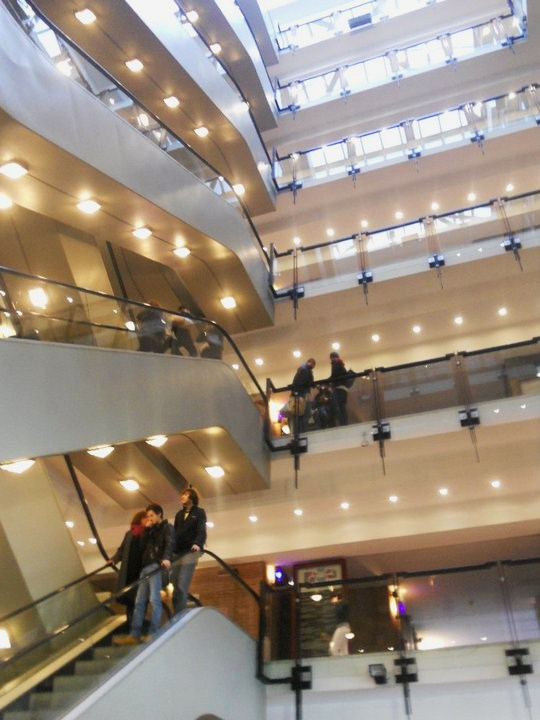
Az 1-es épület belseje

Az egyetemet 1968-ban a Tolmácsok és Fordítók Felső Iskola Alapítványa hozta létre Silvio Federico Baridon professzor felkérésére, a Modern Nyelvek Egyetemi Intézeteként (IULM). 
Az egyetem 1990-ben létrehozta a Kommunikáció- és Szórakoztatástudományi Kart. 1997-ben az intézet megváltoztatta a nevét, hozzáadva a „Nyelvek és Kommunikáció Szabad Egyetem” alcímet az eredeti mozaikszóhoz (a Libera università Institute di lingue e comunicazione rövidítése).
Az 1998-ban jóváhagyott statútumból az egyetem felvette az „IULM Nyelv- és Kommunikációs Szabadegyetem” nevet, leegyszerűsítve „IULM Egyetemre”. 

## Felépítése

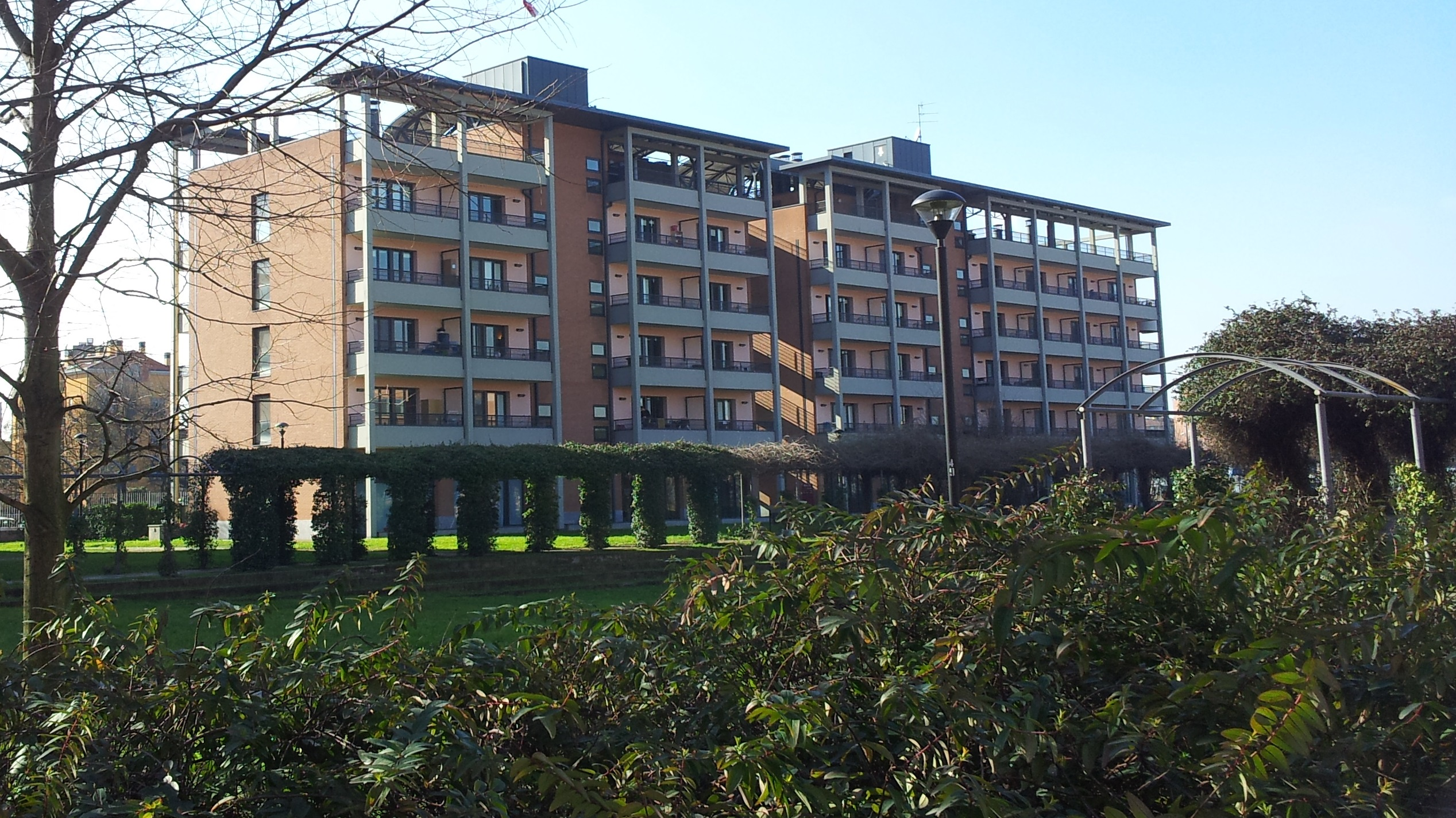
Az IULM diákszállója

Az egyetem székhelye Milánóban, a via Carlo Bón (Romolo körzet) és Rómában található. 2010-ig Feltrében is, az ókori Borgasio-palotában működött. A milánói központ, amelyet Roberto Guiducci mérnök és Lorenzo Guiducci építész terveztek, 1993-ban készült el. 2015-ben hozzáadták az IULM 6-os épületet, amelyet az 5+1AA Alfonso Femia Gianluca Peluffo építésziroda tervezett.  Az 1970-ben alapított, Carlo Bónak ajánlott könyvtár szintén Milánóban található. A római iroda a város központjában, a Via del Corso környékén található. Az IULM Egyetem hallgatói számára 220 ágy áll rendelkezésére két egyetemi kollégiumban, a Residenza Santanderben és a Residenza Cascina Moncuccóban. 

### Karok
Az IULM egyetem három karra szerveződik: 
- Művészetek és turizmus
- Kommunikáció
- Tolmácsolás és fordítás

### Részlegei
A kutatás három fő részlegre tagolódik: 
- Üzlet, jog, gazdaság és fogyasztás névadója "Carlo A. Ricciardi"
- Kommunikáció, művészet és média névadója "Giampaolo Fabris"
- Humán tanulmányok

### Hároméves szakok
- Művészeti és kulturális események
- Vállalati kommunikáció és PR
- Kommunikáció, média és reklám
- Belső kommunikáció és PR
- Tolmácsolás és kommunikáció
- Nyelvek, kultúrák és digitális kommunikáció
- Turizmus, menedzsment és kultúra
- Divat és kreatív iparágak

### Mesterképzések
- Művészet, becsűsség és piac
- Vendéglátás és turizmus menedzsment (kettős diploma)
- Mesterséges intelligencia, vállalkozás és társadalom
- Marketing, fogyasztás és kommunikáció
- Stratégiai kommunikáció (kettős diploma)
- Televízió, mozi és új média
- Szakfordítás és konferenciatolmácsolás

### Kutatásdoktori
- Vizuális és médiatudományok
- Kommunikáció, piacok és társadalom

## Rektorok
Az idők során a következő rektorok követték egymást:
- Silvio Federico Baridon (1968–1983)
- Alessandro Migliazza (1983–1997)
- Francesco Alberoni (1997–2001)
- Gianni Puglisi (2001–2015)
- Mario Negri (2015–2018) [9]
- Gianni Canova (2018 óta) [10]

## Fordítás
Ez a szócikk részben vagy egészben  a   Libera università di lingue e comunicazione IULM című olasz Wikipédia-szócikk ezen változatának fordításán alapul.  Az eredeti cikk szerkesztőit annak laptörténete sorolja fel. Ez a jelzés csupán a megfogalmazás eredetét és a szerzői jogokat jelzi, nem szolgál a cikkben szereplő információk forrásmegjelöléseként.